# US Open 1993 (Badminton)
Die US Open 1993 im Badminton fanden vom 22. bis zum 26. September 1993 in der Loyola Marymount University in Los Angeles statt. Das Preisgeld betrug 30.000 US-Dollar, was dem Turnier zu einem Ein-Sterne-Status im Grand Prix verhalf.

## Sieger und Platzierte
| Disziplin    | Gold                              | Silber                                  | Bronze                                    |
| ------------ | --------------------------------- | --------------------------------------- | ----------------------------------------- |
| Herreneinzel | Marleve Mainaky                   | Fung Permadi                            | Lin Wei-chen                              |
| Herreneinzel | Marleve Mainaky                   | Fung Permadi                            | Lee Mou-chou                              |
| Dameneinzel  | Lim Xiaoqing                      | Christine Gandrup                       | Liao Zhiqun                               |
| Dameneinzel  | Lim Xiaoqing                      | Christine Gandrup                       | Hu Ning                                   |
| Herrendoppel | Jon Holst-Christensen Thomas Lund | S. Antonius Budi Ariantho Denny Kantono | Peter Roberts Michael Scandolera          |
| Herrendoppel | Jon Holst-Christensen Thomas Lund | S. Antonius Budi Ariantho Denny Kantono | Chen Hongyong Chen Kang                   |
| Damendoppel  | Chung So-young Gil Young-ah       | Christine Gandrup Lim Xiaoqing          | Gillian Clark Joanne Goode                |
| Damendoppel  | Chung So-young Gil Young-ah       | Christine Gandrup Lim Xiaoqing          | Lotte Olsen Lisbet Stuer-Lauridsen        |
| Mixed        | Thomas Lund Catrine Bengtsson     | Michael Søgaard Gillian Gowers          | Jon Holst-Christensen Pernille Nedergaard |
| Mixed        | Thomas Lund Catrine Bengtsson     | Michael Søgaard Gillian Gowers          | Nick Ponting Gillian Clark                |

## Finalergebnisse
| Disziplin    | Sieger                            | Finalist                                | Ergebnis   |
| ------------ | --------------------------------- | --------------------------------------- | ---------- |
| Herreneinzel | Marleve Mainaky                   | Fung Permadi                            | 15-8, 15-8 |
| Dameneinzel  | Lim Xiaoqing                      | Christine Magnusson                     | 11-5, 11-0 |
| Herrendoppel | Thomas Lund Jon Holst-Christensen | Denny Kantono S. Antonius Budi Ariantho | 15-7, 15-7 |
| Damendoppel  | Gil Young-ah Chung So-young       | Lim Xiaoqing Christine Magnusson        | 15-5, 15-4 |
| Mixed        | Thomas Lund Catrine Bengtsson     | Michael Søgaard Gillian Gowers          | 15-7, 15-7 |